# Rudi Felgenheier
Rudolf Felgenheier, detto Rudi (Horchheim am Rhein, 20 dicembre 1930 – 20 ottobre 2005), è stato un pilota motociclistico tedesco.

## Carriera
Già dal 1949 aveva cominciato a gareggiare in competizioni nazionali tedesche.
Per quanto riguarda il Motomondiale, la sua unica presenza nelle classifiche iridate è nella Classe 250 del 1952; si tratta però della vittoria in occasione del Gran Premio motociclistico di Germania alla guida di una DKW. Tale vittoria ha rappresentato anche il primo successo del dopoguerra per la casa motociclistica tedesca e proprio durante la prima edizione del gran premio di casa, appena ammesso a far parte delle gare del campionato mondiale.
Con i punti guadagnati con questo successo si è posizionato al quinto posto nella classifica iridata di quell'anno.
Nel 1953 è stato poi coinvolto in un grave incidente durante l'effettuazione del Tourist Trophy che ha posto termine alla sua carriera agonistica.
È deceduto il 20 ottobre 2005.

## Risultati nel motomondiale
| 1952 | Classe | Moto |  |  |  |    |   |  |  |    | Punti | Pos. |
| ---- | ------ | ---- |  |  |  | -- | - |  |  | -- | ----- | ---- |
| 1952 | 250    | DKW  |  |  |  | NE | 1 |  |  | NE | 8     | 5º   |

| Legenda | 1º posto        | 2º posto            | 3º posto            | A punti      | Senza punti        | Grassetto – Pole position Corsivo – Giro più veloce |
| Legenda | Gara non valida | Non qual./Non part. | Ritirato/Non class. | Squalificato | '-' Dato non disp. | Grassetto – Pole position Corsivo – Giro più veloce |